# Мудрост и мач: филозофи о тајнама мира и рата
Мудрост и мач: филозофи о тајнама мира и рата је књига проф. др Илије Кајтеза, београдског филозофа и социолога. У књизи се тема мира и рата испитује са становишта историјског развоја филозофске мисли, од почетака људског друштва до данашњег доба. 
Књигу је објавио Медија центар „Одбрана“ из Београда, а рецензенти су професори др Владимир Цветковић и др Мирослав Младеновић.
Образлажући мотивацију за стварање обимне монографије, аутор каже:
Ратови су својим деструкцијом показали да је угрожена биолошка егзистенција човека који је у сталној несигурности, опасности, сумњи, бригама, стрепњи и страху. Човек је постао странац у свету који је сам изградио, он је као слеп путник, бачен у тај свет, напуштен, усамљен, уплашен и ипак упућен на себе. Човек је биће наде.— Илија Кајтез